# Combat de Doroté
Le combat de Doroté ou Dorothé est livré le 9 novembre 1910 au Tchad, en pays Masalit, pendant les opérations de conquête du royaume du Ouaddaï par les troupes françaises.

## Contexte: la soumission du Ouaddaï
La pénétration française au Tchad se heurte à l'opposition des souverains locaux, qui voient leurs souverainetés et leurs prérogatives écornées voire contestées. Si certains d'entre eux finissent par s'accommoder de cette situation, d'autres en revanche la combattent farouchement. C'est notamment le cas de Doudmourrah, sultan du Ouaddaï, qui refuse de se soumettre et en particulier de céder son trône à son rival Acyl, soutenu par les Français.
L'installation en 1908 par ces derniers d'un poste à Ati provoque le casus belli. Une guerre féroce s'engage, qui tourne au désavantage des Ouaddaïens, battus à Dokotchi le 29 mars puis à Djouah le 16 juin par les troupes du capitaine Jerusalemy et du commandant Julien. L'année 1909 est encore pire pour Doudmourrah : son armée est une nouvelle fois défaite à Djohamé (1er juin) par le capitaine  Fiegenschuh, dont les forces sont appuyées par les partisans d'Acyl, et sa capitale Abéché est capturée le lendemain, après une nouvelle bataille.
Doudmourrah s'enfuit mais ne renonce pas. Il cherche de l'aide et en obtient auprès des sultans du Dar Masalit et du Darfour ainsi que de la Sanousiyya. Désireux d'en finir avec lui, Fiegenschuh s'enfonce en territoire massalit à la tête d'une colonne de 200 hommes environ. Le 4 janvier 1910, il tombe dans une embuscade tendue sur l'oued ou ouadi Kadja, à Bir Taouil, par le sultan du Masalit Tadjeddine, et y est massacré avec la quasi-totalité de ses soldats.
À l'annonce du désastre, le lieutenant-colonel Henri Moll, commandant le territoire tchadien, prépare une expédition de revanche. Pendant ce temps, Doudmourah reprend l'offensive et tente de reconquérir son royaume mais, le 17 avril, il est battu à Biltine par Segheiram, l'un des frères d'Acyl, et il est rejeté une fois de plus au Masalit. Début octobre, les préparatifs de Moll sont achevés et, le 26, une force de 600 hommes se dirige vers le Masalit.

## Combat
Les forces françaises sont divisées en deux colonnes. La principale d'un peu plus de 300 tirailleurs sénégalais appuyés par 200 méharistes auxiliaires, commandée par le colonel Moll, secondé par le capitaine Chauvelot, part en direction de Bir Taouil pour aller à la rencontre des vainqueurs de Fiengenschuh, tandis que la seconde (capitaine Arnaud), qui comprend 200 hommes environ, est en appui et doit barrer la route à Doudmourrah dans l'hypothèse où ce dernier souhaiterait remonter au nord pour rentrer au Ouaddaï .
La colonne du colonel Moll arrive à Bir Taouil le 4 novembre et franchit le lendemain la frontière masalit. Le 8 novembre, elle parvient à Doroté et y fait halte pour se réapprovisionner en eau. Ses faits et gestes sont observés par Tadjeddine et Doudmourrah, qui ont sous leurs ordres une armée de 4 à 5 000 cavaliers.
Au matin du 9, et alors qu'il règne une certaine confusion dans le camp français, consécutive au retour de l'abreuvoir des animaux de bât et de selle, les deux sultans lancent l'attaque. Surpris les Français ne peuvent s'organiser pour tenir à distance les assaillants qui investissent puis submergent le camp. La bataille est féroce et se déroule au corps à corps. Percé de plusieurs coups de lance, dont l'un mortel à la nuque, Moll s'écroule. Tadjeddine est également tué lors des affrontements, ce qui sauve les Français car les guerriers masalit perdent alors leur cohésion et se livrent au pillage . Une contre-attaque menée par le capitaine Chauvelot, qui a repris en mains les tirailleurs, repousse les assaillants qui quittent le champ de bataille emportant avec eux quasiment tout le bétail et une cinquantaine de fusils.

## Conséquences
Les pertes de part et d'autre ont été sévères. La défaite française est cependant incontestable, et les survivants n'ont d'autre choix que la retraite. Le 20 novembre, les restes de la colonne qui a été rejointe par les hommes du capitaine Arnaud, arrivent à Abéché où la nouvelle de ce nouveau désastre provoque la consternation. Le combat suscite également un grand retentissement en France. Le lieutenant-colonel Largeau est désigné en remplacement de Moll et envoyé au Tchad avec des moyens puissants qui viennent à bout du Masalit l'année suivante.
Doudmourrah, admettant sa défaite, se rend au commandant Hilaire en octobre 1911. Il est assigné à résidence à Fort-Lamy. Il ne règnera plus jamais sur le Ouaddaï. Acyl ne profite pas longtemps de son trône : en 1912, il est déposé par les Français et le royaume du Ouaddaï aboli. Il sera reconstitué en 1935 au profit d'Ourada, neveu de Doudmourah.
La presse française rendra hommage au courage et à l'énergie du sultan vaincu : le journal L'Illustration lui consacrera un article intitulé: "un chevalier noir" .

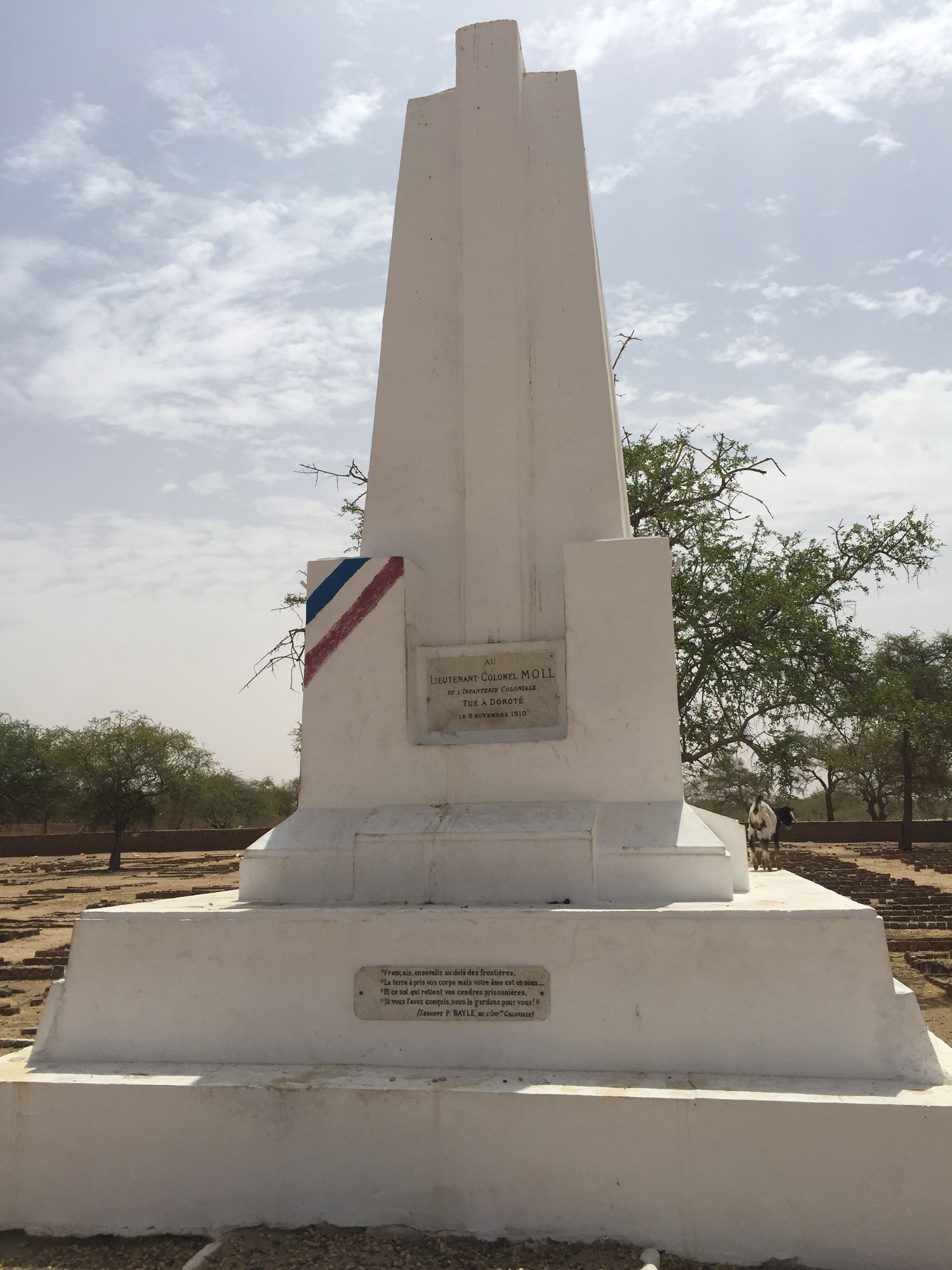
Monument érigé en mémoire du lieutenant-colonel Moll à Abeché.
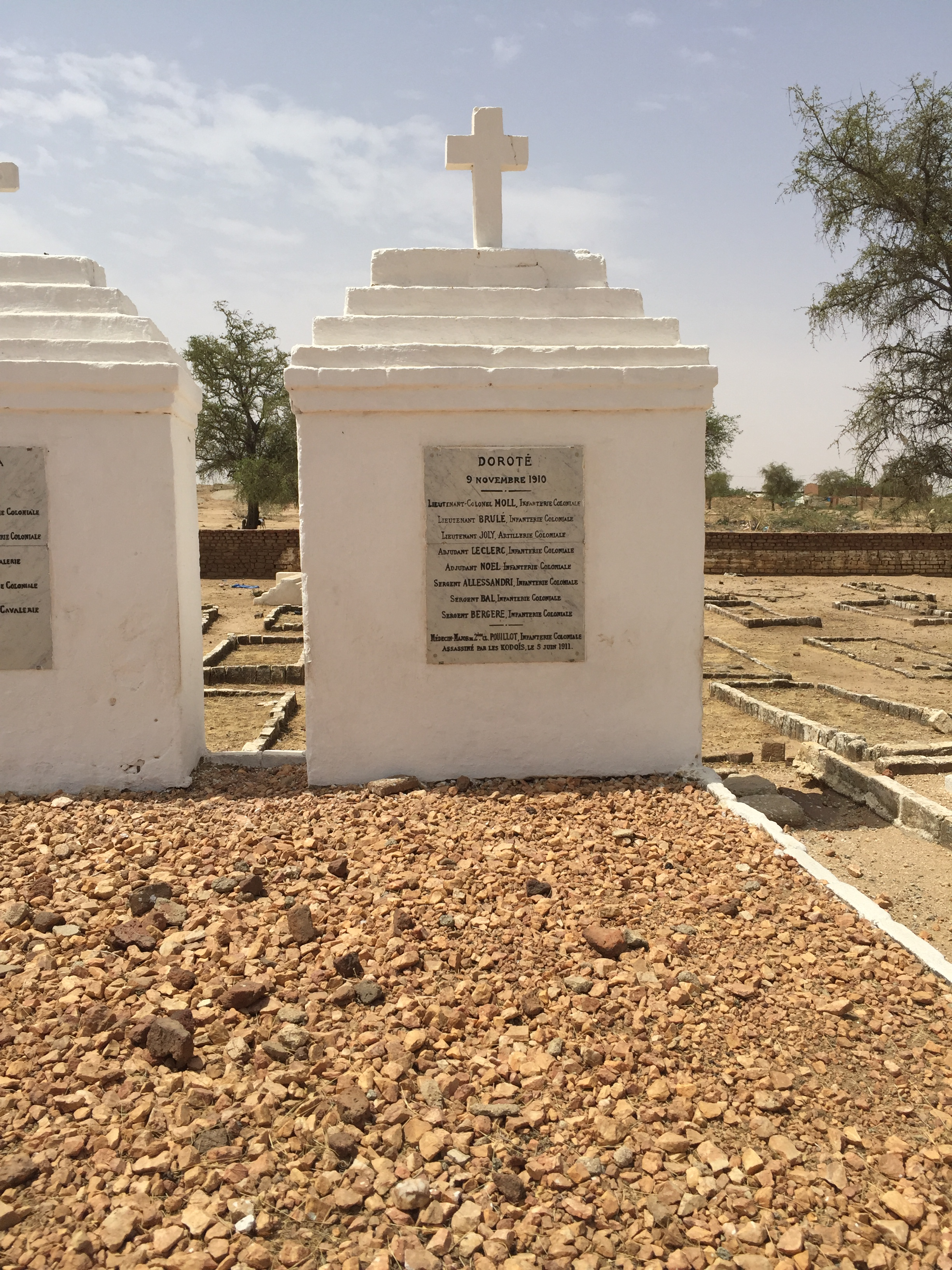
Stèle funéraire dédiée au lieutenant-colonel Moll et aux officiers et sous-officiers tués à Doroté.
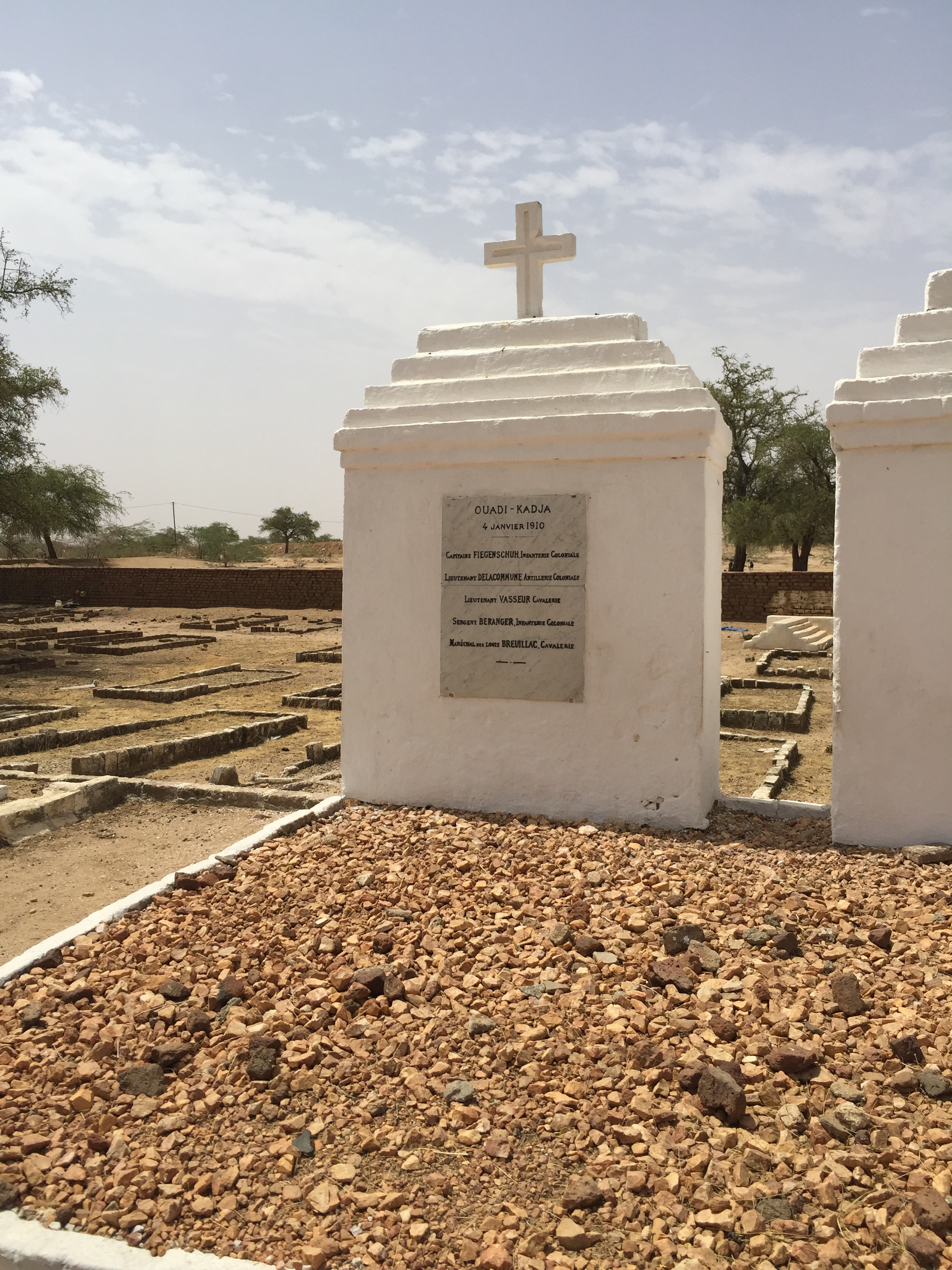
Stèle funéraire dédiée au capitaine Fiegenschuh et à ses hommes à Abeché.

## Sources
- Jean Chapelle, Le peuple tchadien, l'Harmattan, 1980 (ISBN 2858021694).
- Commandant Maurice Denis et colonel René Viraud, Histoire militaire des colonies, pays de protectorat et pays sous mandat tome 7, Histoire militaire de l'Afrique Equatoriale française, Imprimerie nationale, Paris, 1931.
- Jean Malval (préf. Marie-José Tubiana), Essai de chronologie tchadienne, 1707-1940, Paris, Éditions du Centre national de la recherche scientifique, 1974, 167 p. (ISBN 978-2-222-01625-0, OCLC 925066722).